# Беляков, Александр Владимирович
Алекса́ндр Влади́мирович Беляко́в (26 января 1962, Москва) — советский саночник, выступавший за сборную СССР в 1980-е годы. Серебряный призёр зимних Олимпийских игр в Сараево, обладатель Кубка мира и бронзовой медали чемпионата мира, чемпион национального первенства, золотой и бронзовый призёр чемпионата Европы. Защищал честь спортивного общества «Буревестник», мастер спорта международного класса.

## Биография
Александр Беляков родился 26 января 1962 года в Москве. Выступая в паре с Евгением Белоусовым, в 1984 году удостоился права защищать честь страны на зимних Олимпийских играх в Сараево, где, будучи никому не известным саночником, сенсационно завоевал серебряную медаль мужского парного разряда.
После этих соревнований Беляков продолжил соревноваться на высоком уровне, впоследствии став одним из самых известных советских саночников. Так, на чемпионате Европы 1986 года в шведском Хаммарстранде он выиграл «золото», став первым в истории СССР победителем европейского первенства. После всех этапов Кубка мира 1987/88 они с Белоусовым заняли в общем зачёте первое место и, соответственно, стали обладателями трофея. Ездили соревноваться на Олимпийские игры в Калгари, однако повторить предыдущий успех не сумели, разделив седьмое место со сборной Италии. Завершили сезон бронзовой наградой с чемпионата Европы в немецком Кёнигсзее.
Последним крупным международным турниром для Александра Белякова оказался чемпионат мира в немецком Винтерберге, где он взял бронзовую медаль в программе смешанных команд. Вскоре после этих соревнований принял решение завершить карьеру спортсмена.